# دانيال روزنفيلد
دانيال روزنفيلد (بالإنجليزية: Daniel Rosenfeld) ويُعرف باسمه الفني C418 موسيقي ومنتج صوتيات ألماني، وُلد في 9 مايو 1989م في مدينة كمنيتس بألمانيا الشرقية. اشتُهر بتأليفه للموسيقى التصويرية الخاصة بلعبة ماينكرافت، وهي أحد أكثر ألعاب الفيديو شهرة في العالم.

## النشأة
وُلد دانيال بألمانيا الشرقية في سنة 1989م بمدينة كارل ماركس شتات. تعود أصول عائلته إلى روسيا وهاجرت إلى ألمانيا قبل ولادته. نشأ في بيئة متوسطة، ومنذ صغره أظهر شغفًا بالحواسيب تأثُرًا بأخيه الأكبر الذي كان مساهمًا في مجالات الفن الرقمي والموسيقى. بدأ دانيال باستخدام برامج التأليف الموسيقي مبكرًا مثل إبلتون، وشارك في منتديات ألعاب مستقلة مثل TIGSource. طوّر مهاراته وتعرّف لاحقًا على ماركوس بيرسون، مما قاده للعمل معه على موسيقى لعبة ماينكرافت التي شكّلت انطلاقته المهنية.

## بدايته المهنية
بدأ دانيال بنشر مقطوعاته الموسيقية على منصات مستقلة مثل Bandcamp، ثم تعرّف عليه مطوّر لعبة ماينكرافت ماركوس بيرسون الذي طلب منه العمل على الموسيقى التصويرية للعبة.

## ماينكرافت: نقطة التحول
ألّف C418 الموسيقى التصويرية للعبة ماينكرافت، والتي صدرت على شكل ألبومين:
- Minecraft – Volume Alpha (2011)[4]
- Minecraft – Volume Beta (2013)[5]

لاقى أسلوبه استحسانًا عالميًا، لتميُّزه بالهدوء والانغماس في الأجواء الافتراضية.

## مساهمته في موسيقى ماينكرافت
كان دانيال روزنفيلد، المعروف باسم C418، هو الملحن الرئيسي للموسيقى التصويرية الأصلية للعبة ماينكرافت في مراحلها الأولى. بدأ عمله مع موجانغ منذ فترة تطوير اللعبة المستقلة، وألّف موسيقى الألبومين الرئيسيين "Minecraft – Volume Alpha" (2011) و"Minecraft – Volume Beta" (2013). تميزت أعماله بأسلوب موسيقي فريد يمزج بين الموسيقى الإلكترونية، الأمبيانت، والتشيبتون، ما أضفى على اللعبة جوًا صوتيًا هادئًا وأسطوريًا متماشيًا مع أجواء العالم المفتوح والاستكشاف. لاقت هذه الموسيقى استحسانًا كبيرًا من اللاعبين والنقاد، وأصبحت جزءًا لا يتجزأ من هوية اللعبة.
مع مرور الوقت وتوسع اللعبة، خصوصًا بعد استحواذ مايكروسوفت على موجانغ، بدأ الفريق الموسيقي في التطور والتغيير، حيث دخلت ملحنة جديدة على الساحة، وهي لينا راين. تميزت لينا راين [الإنجليزية] بخبرتها في الموسيقى الإلكترونية والتجريبية، إضافة إلى خلفيتها في ألعاب الفيديو، ما ساعدها على إضافة طبقات موسيقية جديدة ومتنوعة لألعاب ماينكرافت، خاصة في التحديثات الحديثة مثل تحديث Nether Update، الذي شهد تجديدًا موسيقيًا ملحوظًا.
ساهمت لينا راين في توسيع الطيف الموسيقي للعبة، من خلال استخدام الآلات الحية والتوزيعات الموسيقية الغنية التي أعادت تنشيط تجربة الاستماع داخل اللعبة، مما أتاح أجواء موسيقية أكثر تنوعًا وتعقيدًا مقارنة بالإصدارات السابقة. هذا التطور لم يلغي مساهمة C418، بل بُني عليه، حيث بقيت مقطوعاته الأصلية محط احترام واعتزاز لدى المجتمع، بينما أضافت لينا طبقات جديدة من الإبداع الموسيقي المتقدم.
بهذه الطريقة، شكّل كل من C418 و لينا راين مزيجًا موسيقيًا يُثري تجربة لعبة ماينكرافت عبر أجيال مختلفة من اللاعبين، مما يعكس تطور اللعبة نفسها وتوسّعها الثقافي والفني.

## أسلوبه الموسيقي
يعتمد C418 في مؤلفاته على المزج بين الموسيقى الإلكترونية، والأمبيانت، والتشيبتون. وتتميّز مقطوعاته بطابع هادئ وبسيط، لكنها تحمل في الوقت ذاته حسًا تجريبيًا عميقًا. وقد أُدرجت بعض أعماله ضمن قوائم تضم أبرز المقطوعات الأمبيانت في تاريخ موسيقى ألعاب الفيديو، ما يؤكد تأثيره في هذا النوع من الموسيقى.

## أعماله الأخرى
إضافةً إلى موسيقى ماينكرافت، أصدر C418 عدة ألبومات موسيقية منها:
- Dief[9]

- Excursions[10]

- Life Changing Moments Seem Minor in Pictures[11]

- One[12]

- 148[13]

كما شارك في تأليف مقاطع صوتية لمشاريع أخرى، مثل الأفلام القصيرة، ومقاطع الفيديو على الإنترنت.

## تأثيره
تأثير C418 واضح في مجال ألعاب الفيديو المستقلة، ويُعتبر من الأسماء البارزة في تشكيل هوية "الصوت الهادئ للألعاب". كما أنه ألهم العديد من الفنانين الجدد لتجربة الأنواع الموسيقية التجريبية.

## الملاحظات
1. ↑  أُعيد تسميتها لاحقًا إلى كمنيتس

## وصلات خارجية
- الموقع الرسمي لـ C418

- صفحته على Bandcamp